# Агнєшка Лакома
Агнєшка Лакома (нар. 1980 р.) — польська візуальна художниця, графік, живописець, авторка просторових установок та об’єктів

## Біографія
Випускниця середньої школи мистецтв у Катовицях. У 2000–2006 роках вона навчалася на факультеті графічного мистецтва Академії образотворчих мистецтв імені Яна Матейко та в Інституті історії мистецтв Ягеллонського університету в Кракові. У 2005 році захистила магістерську роботу під назвою «Сучасна формула пінтре-гравер у краківському художньому середовищі другої половини XX століття» під керівництвом професора Томаша Григлевича з історії мистецтва, а в 2006 році захистила диплом під назвою «Штори в студії» доктора наук, професора Академії образотворчих мистецтв Марціна Суржицького на факультеті графічного мистецтва Академії образотворчих мистецтв. У 2012 році отримала докторську ступінь образотворчого мистецтва з цього ж відділу за захист докторської дисертації під назвою «Внебовзяті» (пол. Wniebowzięci), керівником якого був також доктор наук, професор Академії образотворчих мистецтв Марцін Суржицький
З 2013 року виконує функцію пластика в місті Кракові. 
Член Міжнародного триєнале графіки в Кракові, Асоціації польських художників та член музейної ради Музею Фотографії у Кракові. 
Живе і працює у Кракові. 

## Художня діяльність
У своїй творчості послідовно досліджує сферу художньої графіки, використовуючи її класичні формальні елементи: лінії та градації кольорів. У той же час експериментує з новими методиками. Інтерес до оптичних ефектів спонукає художницю до створення графічних творів, які виходять із площини в простір. Ритмічні, затінені елементи створюють мистецькі ілюзії брил, які рухаються та змінюють розташування завдяки лінзоподібному друку, серіаграфії та підсвітлених лайтбоксів. 
Створила графічні та живописні серії: «Штори», (пол. Zasłony), «Консумо» (пол. Consumo), «Внебовзяті» (пол. Wniebowzięci), «Саморобне місто» (англ. Selfmade City), «Місто, що рухається» (англ. Moving City), «Містика Фльора» (фр. Fleur mystique) та «Віа Лукіс» (лат. Via Lucis). 
Авторка взяла участь у понад півсотні виставок у країні та за кордоном, у тому числі на Міжнародному бієнале друку R.O.C. 2020 у National Taiwan Museum of Fine Arts в Тайвані (2020), 16 та 17 Міжнародному бієнале Малих Графічних Форм у Лодзі в Міській художній галереї (2017, 2020), у 7. Міжнародному Бієнале Графіки в Гуанлані в China Printmaking Museum (2019), у виставці «Реальність та її варіації»  (пол. Rzeczywistość i jej wariacje) в Reykjanes Art Museum, Кефлавік в Ісландії (2019), 10. Трієнале польської графіки у Сілезькому музеї у Катовиці (2018), у виставці «Багатогранність у єдності. Офсет, серіграфія, цифрові методи та інтермедійна діяльність у польській графіці» в районному музеї Вичулковського у м. Бидгощ (2018), у International Electrografic Art Exhibitions of Small Forms у галереї B32 в Будапешті (2017), «Mind mapping» в Нюрнберзькому будинку в Кракові (2018) , Гран-прі молодої польської графіки в Академії Образотворче мистецтво у Кракові (2015), «Selfmade City» в Міжнародному центрі культури у Кракові (2015), Міжнародний триєнал графіки в Mimar Sinan University у Стамбулі, Туреччина (2013), 8. Трієнале польської графіки у BWA в Катовіцах (2012) , Гран-прі молодої польської графіки на площі Щепанській у Кракові (2012) , Printmaking from Krakow в художній галереї Kiehle Art Gallery у штаті Міннесота, США (2010), Гран-прі Молодої польської графіки в Польщі в «Бункері мистецтва» у Кракові (2009), Бієнале молодого мистецтва «Риб’яче око 5» у Балтійській галереї сучасного мистецтва у Слупську (2008), Міжнародний триєнале графіки Краків-Ольденбург Відень (2007). 
Її роботи знаходяться у колекціях: China Printmaking Museum, Reykjanes Art Museum, National Taiwan Museum of Fine Arts, Національного музею у Варшаві, Magyar Elektrográfiai Társaság MET, Муніципальній художній галереї в Лодзі, Ягеллонській бібліотеці, Асоціації польських художників у Кракові, Асоціації міжнародного триєнале Графіки у Кракові, художній бібліотеці університету Зелоної Гури, а також у приватних колекціях у Польщі та за кордоном. 

## Призи та нагороди
- 2008, 2013, 2016[25] — Гран-прі найкращої графіки місяця, ZPAP Krakov
- 2013 рік — Премія в категорії «Hommage a Nicolas Schőffer», 6. Матриці 2012 Matrices 2012 International Exhibition of Small Form Electrographic Art Budapeszt[26]
- 2005-2006 років — стипендія Міністра культури та національної спадщини[27].